# Hrabstwo Chowan
Hrabstwo Chowan (ang. Chowan County) – hrabstwo w stanie Karolina Północna w Stanach Zjednoczonych.

## Geografia
Według spisu z 2000 roku obszar całkowity hrabstwa obejmuje powierzchnię 233 mil2 (603,47 km²), z czego 173 mile2 (448,07 km²) stanowią lądy, a 61 mil2 (157,99 km²) stanowią wody. Według szacunków United States Census Bureau w roku 2012 miało 14 772 mieszkańców. Jego siedzibą administracyjną jest Edenton.

### Sąsiednie hrabstwa
- Hrabstwo Gates (północ)
- Hrabstwo Perquimans (wschód)
- Hrabstwo Washington (południe)
- Hrabstwo Bertie (zachód)
- Hrabstwo Hertford (północny zachód)